# Coprophanaeus cerberus
Coprophanaeus cerberus är en skalbaggsart som beskrevs av Edgar von Harold 1875. Coprophanaeus cerberus ingår i släktet Coprophanaeus och familjen bladhorningar. Inga underarter finns listade i Catalogue of Life.